# Південна провінція (Замбія)
Південна провінція (англ. Southern Province) — одна з 10 провінцій Замбії. Адміністративний центр — місто Лівінгстон, недалеко від якого розташована головна туристична пам'ятка країни — водоспад Вікторія.

## Географія
На півдні межує з Зімбабве, кордон з яким проходить по річці Замбезі і озеру Кариба. Північну і північно-східний кордон з Центральною провінцією і провінцією Лусака утворює річка Кафуе. Кордон з Західною провінцією проходить через тикові ліси біля міста Мулобезі.

## Населення
Станом на серпень 2022 року населення складало 2 381 728 осіб. Густота населення — 27,93 особи/км².

## Адміністративний поділ

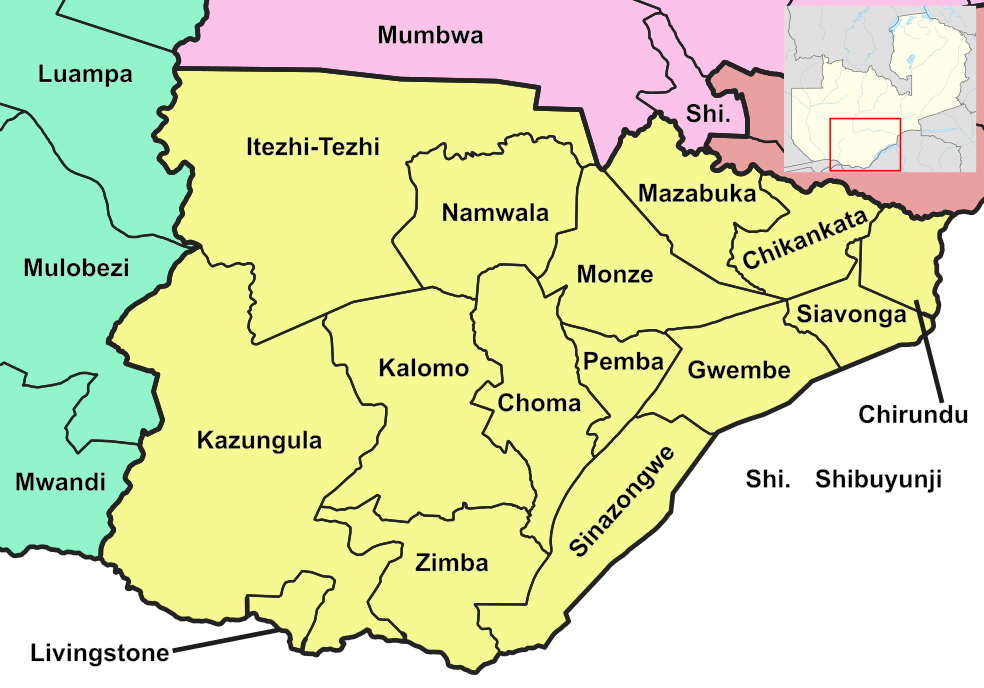
Райони Південної провінції Замбії

В адміністративному відношенні поділяється на 15 районів:
- Чома
- Гвембе
- Казунгула
- Ітежі Тежі
- Каломо
- Лівінгстон
- Мазабука
- Монза
- Сіавонга
- Намвала
- Сіназонгве

## Економіка
Південна провінція — найбільший в Замбії сільськогосподарський регіон, виробляє більшу частину врожаю кукурудзи. У районі Мазабука виробляється також велика частина цукру Замбії.